# جایزه بزرگ هلند ۱۹۵۲
جایزه بزرگ هلند ۱۹۵۲ (انگلیسی: ‎1952 Dutch Grand Prix‎) یک مسابقهٔ موتوری در رشتهٔ اتومبیل‌رانی فرمول یک بود که در تاریخ ۱۷ اوت ۱۹۵۲ در پیست زاندفورت واقع در زاندفورت، هلند برگزار شد. این گراند پری در میان ۸ گراند پری در فصل ۱۹۵۲، مسابقهٔ شمارهٔ ۷ بود.
در این مسابقه که در ۹۰ دور و به مسافت ۳۷۷٫۳۷۰ کیلومتر (۲۳۴٫۴۸۷ مایل) برگزار شد، پول پوزیشن توسط آلبرتو اسکاری کسب شد و سریع‌ترین زمان برای طی یک دور پیست که برابر با ۱:۴۹٫۸ بود نیز توسط آلبرتو اسکاری به ثبت رسید.
آلبرتو اسکاری از تیم فراری، نینو فارینا از تیم فراری و لوییجی ویلورزی از تیم فراری به‌ترتیب مقام‌های اول تا سوم مسابقه را کسب کردند.

## رده‌بندی قهرمانی پس از مسابقه
| رده‌بندی قهرمانی رانندگان \| \| جایگاه \| راننده \| امتیاز \| \| -------- \| ------ \| ------------- \| ------- \| \| \| ۱ \| آلبرتو اسکاری \| ۳۶ (۴۵) \| \| ۱ \| ۲ \| نینو فارینا \| ۲۴ \| \| ۱ \| ۳ \| پیرو تاروفی \| ۲۲ \| \| \| ۴ \| رودی فیشر \| ۱۰ \| \| ۲ \| ۵ \| مایک هاثورن \| ۱۰ \| \| منبع:[۱] \| \| \| \| |        |               |         |
| | جایگاه | راننده        | امتیاز  |
| | ۱      | آلبرتو اسکاری | ۳۶ (۴۵) |
| ۱ | ۲      | نینو فارینا   | ۲۴      |
| ۱ | ۳      | پیرو تاروفی   | ۲۲      |
| | ۴      | رودی فیشر     | ۱۰      |
| ۲ | ۵      | مایک هاثورن   | ۱۰      |
| منبع: |        |               |         |

یادداشت
- تنها پنج جایگاه نخست از هر رده‌بندی نمایش داده شده‌است.